# Паркс, Терелл
Терелл Аллен Паркс (англ. Terell Allen Parks Sr.; род. 25 февраля 1991, Чикаго, штат Иллинойс, США) — американский профессиональный баскетболист, играющий на позиции центрового.

## Карьера
Паркс проходил обучение в школе Белойт Мемориал, штат Висконсин. После выпуска из школы он выбрал колледж Айова Сентрал Коммьюнити, где провёл 2 года, а затем перевелся в университет Западного Иллинойса. В составе местной баскетбольной команды, выступавшей в первом дивизионе NCAA, Паркс добрался до второго места в конференции Summit League. В этот заключительный год в университете, Терелл показал среднюю статистику в 12,6 очка, 9,6 подбора и 2,5 блок-шота, что позволило ему войти в символическую пятерку Summit League 2012/2013 и получить приз лучшего защитника.
В 2013 году Паркс выставлял свою кандидатуру на драфт НБА, однако выбран не был. После драфта он решил отправиться в Европу и первым официальным контрактом для Паркса стало соглашение с греческим «Колоссосом». Однако, в его составе он не сыграл ни одного матча и вскоре перешёл в «Котвицу». В составе польского клуба Терелл отметился показателями в 11,8 очка, 8,2 подбора и 1,1 блок-шота.  
В 2015 году Паркс присоединился к кипрскому клубу «Анагенниси» (Гермасойя), а уже в феврале 2016 года переехал в Словению в состав команды «Шентюр», где и заканчивал сезон.
Летом 2016 года Паркс вернулся на Кипр и стал игроком «Керавноса». В 2017 году Паркс помог клубу завоевать чемпионство и путёвку в Кубок Европы ФИБА следующего сезона. Средняя статистика Терелла в Кубке Европы составила 8 очков, 8,3 подбора, 1,2 передачи и 1,4 перехвата. Несмотря на вылет «Керавноса» в 1/8 финала, Паркс был признан лучшим защитником турнира.
Сезон 2018/2019 Паркс провёл в греческом клубе «Промитеас». Поначалу Паркс подписал краткосрочный контракт, чтобы помочь команде на время травмы выбывшего Октавиуса Эллиса, однако по ходу сезона он доказал, что достоин остаться в составе. «Промитеас» с Парксом вышел в ТОП-16 Лиги чемпионов ФИБА и занял 2 место в чемпионате Греции. Его статистика в Лиге чемпионов составила 5,5 очка, 3,6 подбора.
Сезон 2019/2020 Паркс начал в греческом клубе «Лариса». На старте сезона Терелл стал лидером команды по результативности - 11,8 очка, 8,5 подбора, 1,2 передачи и 1,2 перехвата.
В январе 2020 года Паркс перешёл в «Нижний Новгород». В 6 матчах Единой лиги ВТБ Терелл отметился статистикой в 10,7 очка, 8,0 подбора и 1,2 передачи. В Лиге чемпионов ФИБА провёл 5 игр, набирая 9,6 очка, 7,8 подбора и 0,4 передачи.
В июле 2020 года Паркс подписал контракт с «Шоле». В 4 матчах чемпионата Франции Террел набирал в среднем 8,5 очков и 5,8 подборов. В 2 играх Лиги чемпионов ФИБА его статистика составила 4,0 очка за игру, 5,0 подбора и 2,0 передачи.
В ноябре 2020 года Паркс перешёл в «Бней Герцлию». В 19 матчах чемпионата Израиля Террел отметился статистикой в 12,5 очков, 8,2 подборов, 1,4 передач и 1,5 перехвата.
В сезоне 2021/2022 Паркс выступал за «Фос Прованс».
В ноябре 2022 года Паркс стал игроком «Ионикоса». В 10 матчах чемпионата Греции Терелл в среднем набирал 6,9 очка и 4,4 подбора.
В марте 2023 года Паркс вернулся в «Нижний Новгород», но не прошёл медицинский осмотр. В связи с этим обстоятельством контракт был досрочно расторгнут.

## Достижения
- Чемпион Кипра: 2016/2017
- Серебряный призёр чемпионата Кипра: 2017/2018
- Серебряный призёр чемпионата Греции: 2018/2019